# 泰國—衣索比亞關係
泰國—衣索比亞關係，是指歷史上的泰国和非洲国家衣索比亞（包括現在泰王国與衣索比亞聯邦民主共和國）之間的雙邊關係。现今两国均为不结盟运动、77國集團成員國。

## 政治交流
两国最早的正式接触在20世纪50年代初，冷战初期的泰国政府与美国结盟并奉行反共主义，韩战期间，泰国亦与衣索比亞作為韓戰參戰國，兵援了尚未與之建交的大韓民國。
两国正式外交关系的确立在1964年4月10日，当年，泰国政府也在亚的斯亚贝巴开设了大使馆，20世纪70年代以来，泰国政府採取了新外交政策，开始加强与包括埃塞俄比亚在内的非洲国家在内的外交关系。此后两国关系也得到了进一步的发展。
1981年，泰国政府因埃塞俄比亚国内情势不安，裁撤了驻埃塞俄比亚大使馆。截止2022年，泰国与埃塞俄比亚暂未在对方首都互设大使馆，泰国对埃塞俄比亚的外交业务由驻肯尼亚大使馆兼辖，泰国政府也在埃塞俄比亚的首都亚的斯亚贝巴委派了名誉领事，以发展双边关系。而埃塞俄比亚对泰国的外交业务则由驻印度大使馆兼辖，

## 经贸合作关系

### 贸易
据泰国商務部统计，2018年，泰、埃双边贸易额达到5227萬美元，其中，泰國向埃塞俄比亚出口4466萬美元，主要输出汽車、設備和部件、冰箱、冰櫃和部件、化學品、服裝、塑料製品等。埃塞俄比亚则向泰国出口了761萬美元，主要输出動物及其產品、珠寶、黃金、紗線、蔬果及蔬果、咖啡、茶、香料製成产品等。

### 投资
截至2019年，兩國無相互直接投資統計。

## 人文交流

### 旅行与簽證

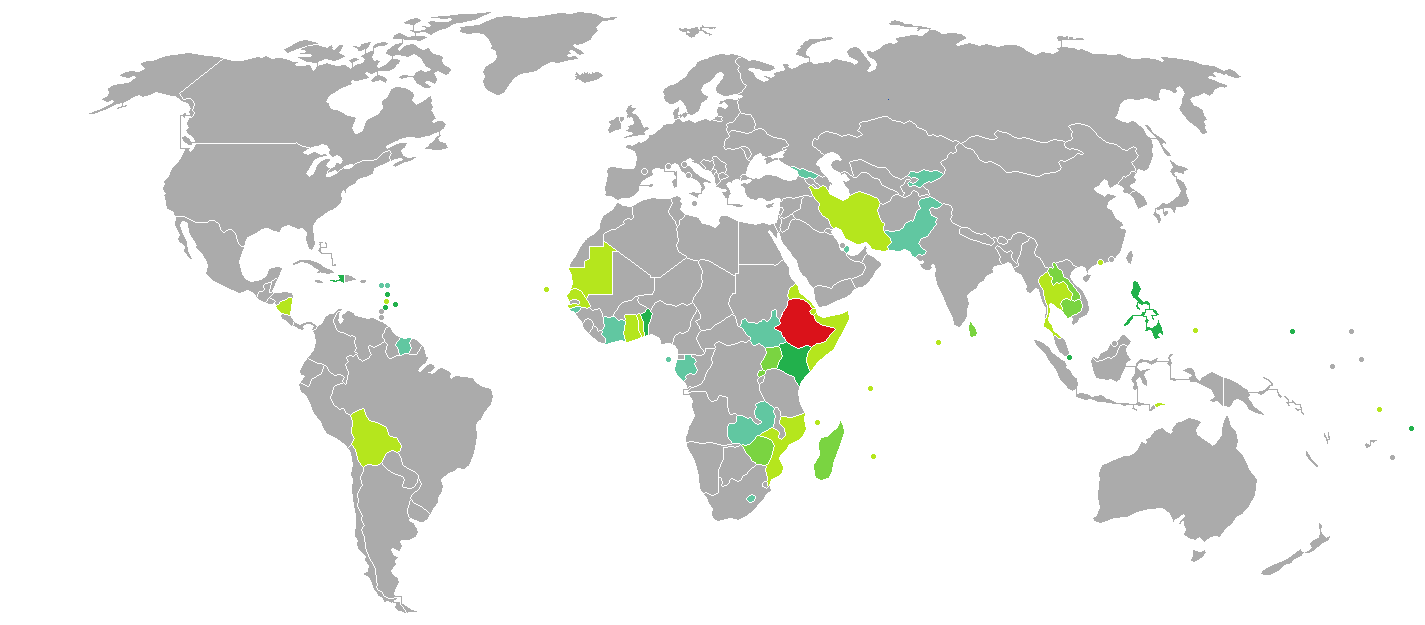
持衣索比亞護照的衣索比亞人口簽證要求分布圖：入境泰國可以落地簽證。

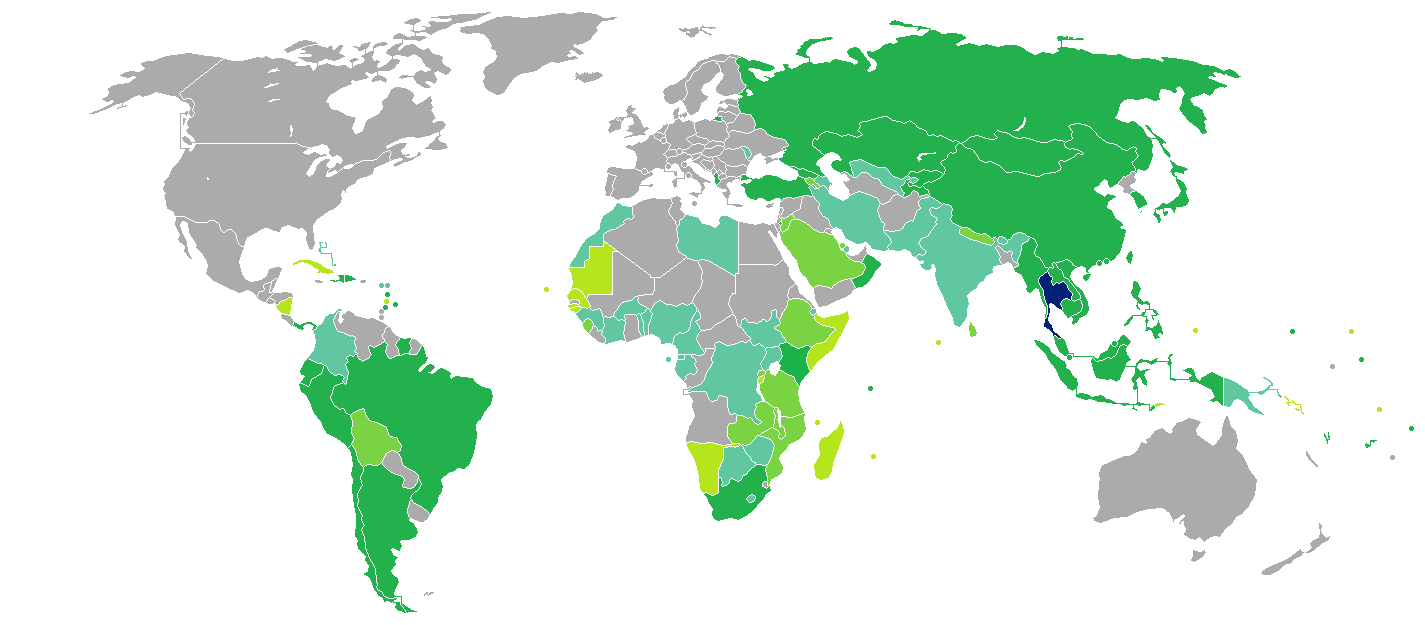
持泰國護照的泰國公民簽證要求分布圖：入境埃塞俄比亚可以落地簽證。

兩國公民皆須申請簽證方可入境對方國家。持泰國護照的泰國公民可於抵達首都的阿迪斯阿貝巴博萊國際機場時辦理觀光落地簽證入境，停留最多30天。非觀光類簽證可至就近的衣索比亞駐外使領館辦理。
持有衣索比亞護照的衣索比亞公民可以落地簽證的方式入境泰國，可停留15天，第1次延長申請可獲停留7天，第2次延長申請則不獲准。落地簽證與落地電子簽證規費2,000泰銖，只接受泰銖，約新臺幣1,900元（2018年12月1日－2020年4月30日免簽證費）。
2017年，埃塞俄比亞赴泰遊客达到17514人次，相較2016年減少了10%。其中也不乏前往泰國医疗旅游的埃塞俄比亚人。

### 开发援助
泰国国际开发合作机构积极参与对埃塞俄比亚的人道主义援助，并在年度國際培訓課程和泰國國際研究生計劃框架下，为埃塞俄比亚籍留学生提供獎學金及申請赴泰研習深造的机会。埃塞俄比亚也积极争取泰国政府通过「泰國之友」計劃招募一些具有農業、公共衛生、旅遊等不同領域技術專長的志願者，以協助自身發展。

## 交通

### 航空

#### 客運
兩國有直航航班，截至2019年，埃塞俄比亞航空公司每周有8班来往于曼谷和亞的斯亞貝巴之間航班：
- 泰國曼谷→ 衣索比亞亚的斯亚贝巴。[4]